# Tragocerus
Tragocerus es un género de escarabajos longicornios de la tribu Tragocerini. Fue descrito por Pierre André Latreille en 1829.

## Especies
- Tragocerus bifasciatus Guérin-Méneville, 1831
- Tragocerus fasciatus (Donovan, 1805)
- Tragocerus formosus Pascoe, 1862
- Tragocerus halmaturina Tepper, 1887
- Tragocerus heraldicus Vollenhoven, 1871
- Tragocerus lepidopterus (Schreibers, 1802)
- Tragocerus spencii Hope, 1834
- Tragocerus subfasciatus Germar, 1848